# Yutaka Ozaki
 (novembre 2010).
Si vous disposez d'ouvrages ou d'articles de référence ou si vous connaissez des sites web de qualité traitant du thème abordé ici, merci de compléter l'article en donnant les références utiles à sa vérifiabilité et en les liant à la section « Notes et références ».
Pour les articles homonymes, voir Ozaki (homonymie).
Yutaka Ozaki (尾崎豊, Ozaki Yutaka) est un chanteur japonais, né le 29 novembre 1965 à Setagaya, à Tōkyō, et mort le 25 avril 1992, des suites d'un œdème pulmonaire. 
Star adulée et reconnue, en 1983, à l'âge de 17 ans, il bouleversa la jeunesse japonaise en sortant son premier album Carte des 17 ans (十七歳の地図) qui critique ouvertement le système scolaire de son pays.Après sa disparition en 1992, Ozaki devint un mythe[réf. nécessaire]. Plus d'une dizaine de fans mirent fin à leurs jours à l'annonce de sa mort.

## Discographie

### Albums
- Jyunanasai no Chizu - Seventeen's Map (十七歳の地図, 1983)
- Kaikisen - Tropic of Graduation (回帰線, 1985)
- Kowareta Tobira kara - Through the Broken Door (壊れた扉から, 1985)
- Gairojyu (街路樹, 1988)
- Tanjou - Birth (誕生, 1990)
- Hounetu heno Akashi - Confession for Exist (放熱への証, 1992)
- Il chante merveilleusement. Seventeen's Map (十七歳の地図)Suika.

### Singles
- Jyugo no Yoru - The Night (15の夜, 1983)
- Jyunanasai no Chizu - Seventeen's Map (十七歳の地図, 1984)
- Hajimari-sae Utaenai - Can't Sing Even the Beginning (はじまりさえ歌えない, 1984)
- Sotsugyou - Graduation (卒業, 1985)
- Driving All Night (1985)
- Kaku - Core (核, 1987)
- Taiyo no Hahen - Debris of the Sun (太陽の破片, 1988)
- Love Way (1990)
- Tasogare-yuku Machi-de - 57th Street (黄昏ゆく街で, 1990)
- Eien no mune - Eternal Heart (永遠の胸, 1991)
- I Love You (1991)
- Kegareta Kizuna - Bond (汚れた絆, 1992)

### Compilations
- Aisu-beki Mono Subete-ni - For All My Loves (愛すべきものすべてに, 1996)
- Artery & Vein - The Very Best of Yutaka Ozaki (1999)
- 13/71 - The Best Selection (2004)

### Albums live
- Last Teenage Appearance - The Myth of Yutaka Ozaki (1987)
- Yakusoku no Hi Vol.1 - The Day vol.1 (約束の日 Vol.1, 1993)
- Yakusoku no Hi Vol.2 - The Day vol.2 (約束の日 Vol.2, 1993)
- Missing Boy (1997)
- Osaka Stadium on August 25th in 1985 Vol.1 (1998)
- Osaka Stadium on August 25th in 1985 Vol.2 (1998)